# Bryan Carrasco
Bryan Carrasco, właśc. Bryan Paul Carrasco Santos (ur. 31 stycznia 1991 w Santiago) – chilijski piłkarz występujący na pozycji napastnika lub ofensywnego pomocnika w chilijskim klubie CD Palestino oraz w reprezentacji Chile.